# Hyposmocoma semifuscata
Hyposmocoma semifuscata là một loài bướm đêm thuộc họ Cosmopterigidae. Nó là loài đặc hữu của Hawaii. Loài địa phương ở Kona, ở đó nó was collected on an altitude between 2,000 và 4,000 feet.